# افركط (أفركات)
افركط هي إحدى مشيخات المملكة المغربية، تتبع جغرافيا لإقليم كلميم وإداريًا لأفركات. يقدر عدد سكانها بـ 908 نسمة حسب الإحصاء الرسمي للسكان والسكنى لسنة 2004.